# Awarta
Awarta, en arabe : عورتا, est un village du gouvernorat de Naplouse en Palestine,  situé à 8 km au sud-est de Naplouse, au centre de la Cisjordanie.
Selon le recensement du bureau central palestinien des statistiques, la localité compte une population de 7 054 habitants en 2017.